# ジャン・エティエンヌ・ドミニク・エスキロール
ジャン・エティエンヌ・ドミニク・エスキロール(Jean-Étienne Dominique Esquirol, 1772年2月3日 - 1840年12月12日)は、トゥールーズ生まれのフランスの精神病理学者。
近代精神医学創始者であるフィリップ・ピネルの第一の弟子として、ピネルの疾病分類の発展や精神病者の処遇の改善や精神医学教育の発展に尽力した。フランスではピネルと共に19世紀前半の最も重要な精神医学者として挙げられる。

## 経歴
1772年2月3日ににフランス南西トゥールーズで生まれたエスキロールは、トゥールーズ大学の附属たるコレージュ・ド・レスキル (Collège de l'Esquile) に学び、ナルボンヌ (Université de Perpignan) 及びモンペリエ大学で医学を学ぶ。その後、パリのピティエ＝サルペトリエール病院でピネルの下で精神医学に携わった。